# 61. BAFTA-gála
A 61. BAFTA-gálát 2008. február 10-én tartotta a Brit film- és televíziós akadémia, melynek keretében a 2007. év legjobb filmjeit és alkotóit díjazta.

## Díjazottak és jelöltek
(a díjazottak félkövérrel vannak jelölve)

### Legjobb színész
Daniel Day-Lewis – Vérző olaj
- George Clooney – Michael Clayton
- James McAvoy – Vágy és vezeklés
- Viggo Mortensen – Eastern Promises – Gyilkos ígéretek
- Ulrich Mühe – A mások élete

### Legjobb színésznő
Marion Cotillard – Piaf
- Cate Blanchett – Elizabeth: Az aranykor
- Julie Christie – Egyre távolabb
- Keira Knightley – Vágy és vezeklés
- Ellen Page – Juno

### Legjobb animációs film
L’ecsó
- Harmadik Shrek
- A Simpson család – A film

### Legjobb operatőri munka
Nem vénnek való vidék – Roger Deakins
- Amerikai gengszter – Harris Savides
- Vágy és vezeklés – Seamus McGarvey
- A Bourne-ultimátum – Oliver Wood
- Vérző olaj – Robert Elswit

### Legjobb jelmez
Piaf – Marit Allen
- Vágy és vezeklés – Jacqueline Durran
- Elizabeth: Az aranykor – Alexandra Byrne
- Ellenséges vágyak – Pan Lai
- Sweeney Todd, a Fleet Street démoni borbélya – Colleen Atwood

### Legjobb rendező
Ethan Coen és Joel Coen – Nem vénnek való vidék
- Paul Thomas Anderson – Vérző olaj
- Paul Greengrass – A Bourne-ultimátum
- Florian Henckel von Donnersmarck – A mások élete
- Joe Wright – Vágy és vezeklés

### Legjobb vágás
A Bourne-ultimátum – Christopher Rouse
- Amerikai gengszter – Pietro Scalia
- Vágy és vezeklés – Paul Tothill
- Michael Clayton – John Gilroy
- Nem vénnek való vidék – Roderick Jaynes

### Legjobb film
Vágy és vezeklés
- Amerikai gengszter
- A mások élete
- Nem vénnek való vidék
- Vérző olaj

### Alexander Korda-díj az év kiemelkedő brit filmjének
Ez itt Anglia
- Vágy és vezeklés
- A Bourne-ultimátum
- Control
- Eastern Promises – Gyilkos ígéretek

### Legjobb nem angol nyelvű film
A mások élete (Das Leben der Anderen) • Németország
- Szkafander és pillangó (Le scaphandre et le papillon) • Franciaország/Amerikai Egyesült Államok
- Papírsárkányok (The Kite Runner) • Amerikai Egyesült Államok
- Piaf (La môme) • Franciaország
- Ellenséges vágyak (Se, jie) • Hongkong/Tajvan

### Legjobb smink
Piaf – Jan Archibald, Didier Lavergne
- Vágy és vezeklés – Ivana Primorac
- Elizabeth: Az aranykor – Jenny Shircore
- Hajlakk – Judi Cooper Sealy, Jordan Samuel
- Sweeney Todd, a Fleet Street démoni borbélya –  Ivana Primorac, Peter Owen

### Legjobb filmzene (Anthony Asquith-díj a legjobb filmzenének)
Piaf – Christopher Gunning
- Amerikai gengszter – Marc Streitenfeld
- Vágy és vezeklés – Dario Marianelli
- Papírsárkányok – Alberto Iglesias
- Vérző olaj – Jonny Greenwood

### Legjobb díszlet
Vágy és vezeklés – Sarah Greenwood, Katie Spencer
- Elizabeth: Az aranykor – Guy Hendrix Dyas, Richard Roberts
- Harry Potter és a Főnix Rendje – Stuart Craig, Stephanie McMillan
- Vérző olaj –  Jack Fisk, Jim Erickson
- Piaf – Olivier Raoux, Stanislas Reydellet

### Legjobb adaptált forgatókönyv
Szkafander és pillangó – Ronald Harwood
- Vágy és vezeklés – Christopher Hampton
- Papírsárkányok – David Benioff
- Nem vénnek való vidék – Ethan Coen és Joel Coen
- Vérző olaj – Paul Thomas Anderson

### Legjobb eredeti forgatókönyv
Juno – Diablo Cody
- Amerikai gengszter – Steven Zaillian
- A mások élete – Florian Henckel von Donnersmarcki
- Michael Clayton – Tony Gilroy
- Ez itt Anglia – Shane Meadows

### Legjobb hang
A Bourne-ultimátum – Kirk Francis, Scott Millan, Dave Parker, Karen Baker Landers, Per Hallberg
- Vágy és vezeklés – Danny Hambrook, Paul Hamblin, Catherine Hodgson, Becki Ponting
- Nem vénnek való vidék – Peter Kurland, Skip Lievsay, Craig Berkey, Greg Orloff
- Vérző olaj – Christopher Scarabosio, Matthew Wood, John Pritchett, Michael Semanick, Tom Johnson
- Piaf – Laurent Zeilig, Pascal Villard, Jean-Paul Hurier, Marc Doisne

### Legjobb férfi mellékszereplő
Javier Bardem – Nem vénnek való vidék
- Paul Dano – Vérző olaj
- Tommy Lee Jones – Nem vénnek való vidék
- Philip Seymour Hoffman – Charlie Wilson háborúja
- Tom Wilkinson – Michael Clayton

### Legjobb női mellékszereplő
Tilda Swinton – Michael Clayton
- Cate Blanchett – I'm Not There - Bob Dylan életei
- Kelly Macdonald – Nem vénnek való vidék
- Samantha Morton – Control
- Saoirse Ronan – Vágy és vezeklés

### Legjobb vizuális effektek
Az arany iránytű – Michael Fink, Bill Westenhofer, Ben Morris, Trevor Woods
- A Bourne-ultimátum – Peter Chiang, Charlie Noble, Mattias Lindahl, Joss Williams
- Harry Potter és a Főnix Rendje – Tim Burke, John Richardson, Emma Norton, Chris Shaw
- A Karib-tenger kalózai: A világ végén – John Knoll, Charles Gibson, Hal Hickel, John Frazier
- Pókember 3 – Scott Stokdyk, Peter Nofz, Kee-Suk Ken Hahn, John Frazier, Spencer Cook

### Legjobb animációs rövidfilm
The Pearce Sisters – Jo Allen, Luis Cook
- Head over Heels – Osbert Parker, Fiona Pitkin, Ian Gouldstone
- The Crumblegiant – Pearse Moore, John McCloskey

### Legjobb rövidfilm
Dog Altogether - Diarmid Scrimshaw, Paddy Considine
- Hesitation – Julien Berlan, Michelle Eastwood, Virginia Gilbert
- The One and Only Herb McGwyer Plays Wallis Island – Charlie Henderson, James Griffith, Tim Key, Tom Basden
- Soft – Jane Hooks, Simon Ellis
- The Stronger – Dan McCulloch, Lia Williams, Frank McGuinness

### Kiemelkedő debütálás brit rendező, író vagy producer részéről
Matt Greenhalgh - Control (író)
- Chris Atkins - Szabaddá válni (rendező/író)
- Mia Bays - Scott Walker: 30 Century Man (producer)
- Sarah Gavron - A muszlim asszony (rendező)
- Andrew Piddington - John Lennon meggyilkolása (rendező/író)

### Orange Rising Star-díj
Shia LaBeouf
- Sienna Miller
- Ellen Page
- Sam Riley
- Tang Wei

### Kiemelkedő brit hozzájárulás a mozifilmekhez
Anthony Hopkins